# Golam Kalin
Golam Kalin (bułg. Голям Калин) – szczyt pasma górskiego Riła, w Bułgarii, o wysokości 2668 m n.p.m.